# Досконалий простір
G δ-простір — це топологічний простір, у якому закриті множини певним чином «відокремлені» від своїх доповнень за допомогою лише лічильної кількості відкритих множин. Таким чином, G δ-простір можна розглядати як простір, що задовольняє інший вид аксіом відокремлюваності. Насправді нормальні G δ-простори називають досконалими нормальними просторами і задовольняють найсильнішу з аксіом поділу .
G δ-простори також називають досконалими просторами. Термін досконалий також використовується, в іншому значенні, для позначення простору без ізольованих точок; див. Досконала множина .

## Визначення
Зліченний перетин відкритих множин топологічного простору є топологічним простором, що називається Gδ-множиною. Вочевидь, кожна відкрита множина є Gδ-множиною. Аналогічно, зліченне об'єднання замкнених множин називається Fσ-множиною. Вочевидь, кожна замкнена множина є Fσ-множиною.
Топологічний простір X називається Gδ-простором, якщо кожна замкнена підмножина X є Gδ-множиною. Аналогічно та еквівалентно, Gδ-простір це простір, в якому кожна відкрита множина є Fσ-множиною.

## Властивості та приклади
- Кожен підпростір Gδ-простору є Gδ-простором.
- Кожен метризовний простір є Gδ-простором. Це також справедливо для псевдометризовних просторів.
- Кожен регулярний простір, що задовольняє другий аксіомі зліченності є Gδ-простором. Це наслідок теореми Урисона про метризацію у випадку Гаусдорфового простору, але це також можна просто показати безпосередньо.[2]
- Кожен зліченний регулярний простір є Gδ-простором.
- Кожен регулярний спадково Ліндельофів простір є Gδ-простором. Такі простори насправді є досконало нормальними. Це узагальнюється на попередні пункти про другі зліченні та зліченні регулярні простори.